# Фридрих Вилхелм II
Фридрих Вилхелм II (на немски: Friedrich Wilhelm II) произлиза от фамилията Хоенцолерн и е от 1786 до 1797 г. крал на Прусия и маркграф на Бранденбург, ерцкемер и курфюрст (1786 – 1797) на Свещената Римска империя.

## Биография
Роден е на 25 септември 1744 година в Берлин, Кралство Прусия. Той е най-възрастният син на пруския принц Август Вилхелм Пруски (1722 – 1758) и принцеса Луиза Амалия (1722 – 1780) от Брауншвайг-Волфенбютел. Баща му е по-малкият брат на бездетния Фридрих II Велики. Фридрих Вилхелм е възпитаван лично от чичо си Фридрих II.
През 1765 г. Фридрих жени двадесетгодишния наследник на трона с Елизабет Христина Улрика (1746 -1840), дъщеря на херцог Карл I от Брауншвайг-Волфенбютел и Филипина Шарлота Пруска, сестрата на Фридрих. Бракът е нещастен. Двамата имат една дъщеря Фридерика (1767 – 1820). След като разбира, че тя му изневерява, той се развежда на 18 април 1769 г. Той е оженен през 1769 г. за принцеса Фридерика Луиза фон Хесен-Дармщат (1751 – 1805), дъщеря на ландграф Лудвиг IX от Хесен-Дармщат. Тя ражда на 3 август 1770 г. по-късният крал Фридрих Вилхелм III, по-късно още шест деца. Той има и множество метреси. От извънбрачната му връзка с Вилхелмина фон Лихтенау (1753 – 1820) („пруската Помпадур“), дъщеря на музикант, той има три дъщери.
Фридрих Велики умира на 17 август 1786 г. на 74 години в Сансуси. Фридрих Вилхелм II последва чичо си на трона.
На 7 април 1787 г. кралят се жени (моргантичен брак) за Юлия фон Вос (1766 – 1789). На 12 ноември 1787 г. той я издига на графиня на Ингенхайм. Двамата имат един син. След нейната смърт той се жени отново моргантично на 11 април 1790 г. за графиня София фон Дьонхоф (1768 – 1831). С нея той има син и дъщеря.
Умира на 16 ноември 1797 година в Потсдам на 53-годишна възраст. Погребан е в Берлинската катедрала.

## Деца
От брака си с Елизабет Кристина Улрика фон Брауншвайг-Волфенбютел:
- Фридерика фон Прусия (1767 – 1820), омъжена през 1791 за херцог Фридрих Август от Йорк

От брака си с Фридерика Луиза фон Хесен-Дармщат:
- Фридрих Вилхелм III (1770 – 1840), крал на Прусия
- Кристина
- Фридрих Лудвиг Карл фон Прусия (1173 – 1796), пруски генералмайор
- Вилхелмина Пруска (1774 – 1837), кралица на Нидерландия
- Августа Пруска (1780 – 1841), курфюрстка на Хесен-Касел
- Хайнрих фон Прусия (1781 – 1846), генерал, велик майстор на Йоанитския орден
- Вилхелм Пруски (1783 – 1851), пруски генерал

От брака си със София фон Дьонхоф:
- Фридрих Вилхелм фон Бранденбург (1792 – 1850), граф на Бранденбург, пруски генерал на кавалерията, министър и президент
- Юлия фон Бранденбург (1793 – 1848), омъжена на 20 май 1816 г. в Берлин за херцог Фридрих Фердинанд фон Анхалт-Кьотен